# Ayacucho
Ayacucho este un oraș din regiunea Ayacucho, provincia Huamanga, din Peru, cu o populație de 147 256 locuitori (în 2005). El se află la altitudinea de 2761 m, la 570 km. sud de Lima, capitala țării. 